# Soko J-20 Kraguj
Soko J-20 Kraguj je jednosjedni zrakoplov jugoslavenske proizvodnje namijenjen za obuku i lake jurišne zadatke. Prvi put je poletio 1964.

## Opis
J-20 Kraguj je jednomotorni niskokrilac s neuvlačećim podvozjem. Pilot sjedi u zatvorenom kokpitu s poklopcem koji se otvara prema nazad, a cijela kabina je ventilizirana i ima ugrađen sustav grijanja. 
Pokreće ga jedan Lycoming GSO-480-BIAG klipni motor snage 253 kW koji vrti Hartzell HC-B3Z20-1 trokraki metalni propeler.
U dva unutarnja gumena spremnika može ponijeti 164 kg goriva što mu omogućuje radijus djelovanja od 623 km s punim naoružanjem. Ugrađeno naoružanje čine dvije strojnice Colt Browning Mk-II s 650 metaka koje su smještene u krilima. Osim toga, ispod krila može nositi različita nevođena raketna zrna i bombe.

### Namjena
Dizajniran je za nisko leteće jurišne zadatke danju i noću te obuku pilota u takvim uvjetima. U slučaju rata trebao je izvoditi partizanske napade na neprijateljske helikopterske desante.
Tijekom napada na Dubrovnik u Domovinskom ratu, kraće vrijeme koristila ih je Teritorijalne obrane Crne Gore. Jedan "Kraguj" je stradao na Južnom bojištu (reg. oznake 30141). Crnogorski agresori su ga slučajno oborili 3. listopada 1991, misleći da se radi o hrvatskoj letjelici. Tom prilikom izgorio je njegov pilot Aleksandar Simović.
Ovu laku letjelicu koristili su pobunjeni Srbi u RH, BiH, ali Kraguj je obavio i više operacija na Kosovu. Veći broj letjelica zarobljen je tijekom operacije "Oluja" na udbinskom aerodromu, od kojih je jedan primjerak uveden u postroj HRZ-a. Danas se isti nalazi u muzeju na otvorenom zračne baze Zemunik.

## Tehničke karakteristike
Osnovne karakteristike
- posada: 1
- dužina: 7,93 m
- raspon krila: 10,58  m
- površina krila: 17 m2
- visina: 3 m
- aeroprofil: NACA 4415

Letne karakteristike
- najveća brzina: 295 km
- ekonomska brzina: 280 km/h
- dolet: 800 km
- brzina penjanja: 8,0 m/s
- najveća visina leta: 8.000 m
- motor: 1× Lycoming GSO-480-B1A6